# Dreta de l'Eixample
Dreta de l'Eixample este un cartier din districtul 2, Eixample, al orașului Barcelona.